# Tuda von Lindisfarne
Tuda von Lindisfarne († um 664), auch bekannt als Heiliger Tuda war 664 Abt und Bischof von Lindisfarne.

## Leben
Tuda wuchs in Irland auf, war aber strikter Anhänger der römisch-katholischen Praktiken. Er trug eine römische Tonsur und feierte Ostern nach dem römischen Kalender. Seine Bischofsweihe fand in Irland statt. Tuda folgte dem keltisch-christlichen Bischof Colman im Amt.
Es ist überliefert, dass Tuda 664 Bischof wurde. Die Angelsächsische Chronik enthält in ihrem Abschnitt für 656 einen Eintrag für den Geistlichen von Medhamsted (oder Peter-borough), welcher Tuda unter den Konsekratoren nennt.
In der gleichen Chronik ist im Jahr 664 verzeichnet, dass Tuda an der Pest gestorben sei und in Wayleigh begraben wurde. Sein Festtag ist der 21. Oktober.